# This England
This England è una miniserie televisiva britannica creata da Michael Winterbottom e Kieron Quirke e diretta dallo stesso Winterbottom, Julian Jarrold, Anthony Wilcox e Mat Whitecross. 
La serie è incentrata sulla figura dell'ex primo ministro britannico Boris Johnson, interpretato da Kenneth Branagh, che si trova a governare il Regno Unito al momento dello scoppio della pandemia di COVID-19 che travolge oltre che il suo Paese anche la sua vita quando, contagiato, viene ricoverato in ospedale.

## Puntate
| n° | Titolo originale | Titolo italiano | Prima TV UK       | Prima TV Italia   |
| -- | ---------------- | --------------- | ----------------- | ----------------- |
| 1  | Episode 1        | Episodio 1      | 28 settembre 2022 | 30 settembre 2022 |
| 2  | Episode 2        | Episodio 2      | 28 settembre 2022 | 30 settembre 2022 |
| 3  | Episode 3        | Episodio 3      | 28 settembre 2022 | 7 ottobre 2022    |
| 4  | Episode 4        | Episodio 4      | 28 settembre 2022 | 7 ottobre 2022    |
| 5  | Episode 5        | Episodio 5      | 28 settembre 2022 | 14 ottobre 2022   |
| 6  | Episode 6        | Episodio 6      | 28 settembre 2022 | 14 ottobre 2022   |

## Personaggi e interpreti

### Principali
- Boris Johnson, interpretato da Kenneth Branagh, doppiato da Antonio Sanna.
- Carrie Symonds, interpretata da Ophelia Lovibond, doppiata da Francesca Manicone.
- Dominic Cummings, interpretato da Simon Paisley Day, doppiato da Massimo Bitossi.
- Matt Hancock, interpretato da Andrew Buchan, doppiato da Massimo De Ambrosis.
- Lee Cain, interpretato da Derek Barr, doppiato da Alessio Cigliano.
- Max Hastings, interpretato da Charles Dance, doppiato da Gianni Giuliano.

### Ricorrenti
- Chris Whitty, interpretato da Jimmy Livingstone, doppiato da Andrea Lavagnino.
- Sir Patrick Vallance, interpretato da Alec Nicholls, doppiato da Stefano Alessandroni.
- John Edmunds, interpretato da Sam Patrick, doppiato da Francesco Venditti.
- Rishi Sunak, interpretato da Shri Patel, doppiato da Francesco Sechi.
- Andrew Mills, interpretato da Simon Kunz
- Isaac Levido, interpretato da James Corrigan
- Colin, interpretato da Robin Morgan, doppiato da Federico Viola.
- Priti Patel, interpretata da Bitu Thomas
- Stanley Johnson, interpretato da Tim Goodman
- Isaac Levido, interpretato da James Corrigan
- Lola Aldenjana, interpretata da Rachel Sophia-Anthony
- Cleo Watson, interpretata da Greta Bellamacina

## Produzione
La serie venne annunciata nel giugno del 2020. Nel gennaio 2021 venne annunciato che l'attore britannico premio Oscar Kenneth Branagh avrebbe interpretato il ruolo protagonista dell'ex primo ministro. 

## Distribuzione
La prima assoluta doveva avvenire il 21 settembre 2022, ma in seguito alla morte della regina Elisabetta II avvenuta l'8 settembre 2022, in rispetto al periodo di lutto, l'uscita è stata posticipata al 28 settembre, mentre in Italia è stata trasmessa dal 30 settembre al 14 ottobre 2022 su Sky Atlantic e su Now.

## Accoglienza
Sull'aggregatore di recensioni Rotten Tomatoes la miniserie ottiene il 38% delle recensioni professionali positive, con un voto medio di 5,30 su 10 basato su 13 critiche.